# Пирогово (Марий Эл)
Пирогово (мар. Пирогоп) — деревня в Сернурском районе Республики Марий Эл. Входит в состав Сердежского сельского поселения.

## География
Находится в северо-восточной части республики Марий Эл на расстоянии приблизительно 7 км на восток от районного центра посёлка Сернур.

## История
Известна с 1858 года как починок с населением 76 человек. Название связано с фамилией первопоселенца. В 1884—1885 годах в 19 дворах проживали 150 человек, русские. В 1927 году в 28 хозяйствах проживали 160 человек, русские. В 1930 году значилось 159 русских. В 1975 году значилось 29 хозяйств с населением 100 человек. В 1988 году числилось 24 дома, проживали 93 человека. Работали магазин, столовая. На 1 января 2004 года в деревне значилось 35 домов. В советское время работали колхозы имени Сталина, «Дружба», «Сила», позднее ЗАО «Сердежское».

## Население
Население составляло 109 человек (русские 27 %, мари 69 %) в 2002 году, 97 в 2010.

## Известные уроженцы
Сидоркин Иван Николаевич (1923—2005) — советский военный деятель. Участник Великой Отечественной войны: командир огневого взвода на Сталинградском фронте (1942―1943), командир орудия, старший сержант (1943―1945), участник Сталинградской битвы, Будапештской и Берлинской наступательных операций. Сотрудник КГБ Марийской АССР (1948―1972), майор. Дважды кавалер ордена Славы и ордена Красной Звезды. Член ВКП(б) с 1943 года.